# Æ à fioriture
Cette page contient des caractères spéciaux ou non latins. S’ils s’affichent mal (▯, ?, etc.), consultez la page d’aide Unicode.
 (mai 2025).
L’æ à fioriture (minuscule : ), est une lettre additionnelle de l’alphabet latin qui est utilisée dans la transcription phonétique Teuthonista du suisse allemand dans l’Atlas linguistique de la Suisse alémanique.

## Utilisation
L’æ à fioriture  est utilisé dans la transcription phonétique de l’Atlas linguistique de la Suisse alémanique, par exemple dans la carte 20 du volume I pour l’umlaut secondaire avant r + consonne, pour la transcription d’une voyelle intermédiaire similaire à l’e à fioriture ꬴ dans la prononciation de Mutten (GR 32). Dans la transcription, les symboles ꬴ, ꬴ᪸,  représentent les voyelles e, e᪸, æ avec un écartement des lèvres.

## Représentations informatiques
L’æ à fioriture n’a pas de codage informatique standardisé.